# A Ponte de Waterloo (1967)
A Ponte de Waterloo foi uma telenovela de Geraldo Vietri, baseada na peça de Robert E. Sherwood, exibida na TV Tupi em março e abril de 1967.
Na TV brasileira, a peça já havia rendido duas novelas não diárias: em 1958, na TV Tupi carioca, com Aracy Cardoso e Paulo Max; e em 1959, com Vera Nunes e Amilton Fernandes.
O autor e diretor Geraldo Vietri tomou literalmente o seguimento linear do filme.

## Sinopse
O Capitão Roy Cronin passeia pela Ponte de Waterloo, em Londres, e relembra o amor que viveu na Primeira Guerra. Durante um ataque aéreo em Londres, ele esbarrou em uma moça e ambos se refugiaram no subterrâneo do metrô. Ele era um capitão esperando ordem para partir para o front, e ela, Maíra, uma bailarina clássica atrasada para o espetáculo da noite. Ao cessar do ataque aéreo, ele se ofereceu para levá-la e ficou esperando por ela até o fim do espetáculo. Os dois começaram um romance. O casal, perdidamente apaixonado, decidiu se casar.
Porém, o casamento não aconteceu: Roy foi chamado para o front e partiu deixando uma carta. Na esperança de vê-lo, Maíra correu para a estação, em vão. Acabou chegando atrasada para o espetáculo de balé daquela noite e foi repreendida pela severa madame Zarcoby, dona da companhia. Maíra revidou e acabou despedida, assim como Kathy, sua amiga com quem morava em uma pensão, que tomou suas dores. Sem lugar para morar, as duas alugaram um pequeno apartamento e foram tentar emprego como coristas. Porém, a guerra estava fechando os cabarés.
Maíra recebeu um telegrama de Roy lhe informando que sua mãe, Mrs. Margareth a procuraria. Exatamente na hora marcada para o encontro, Maíra leu uma notícia no jornal: Roy fora morto em combate. Passando mal, a moça foi levada para casa e ficou aos cuidados de Kathy, que lhe contou que arrumara um emprego. Após seguir a amiga, Maíra descobriu que Kathy tornara-se prostituta. Desolada, Maíra optou por seguir o mesmo rumo e foi interpelar os soldados que voltavam a Londres ou que estavam de passagem. Foi assim que Maíra acabou reencontrando Roy.
Ele não estava morto, apenas perdera a placa de identificação em combate. Sem nem dar-se conta da situação de sua amada, Roy a levou para sua mansão no interior. Lá, Maíra conheceu a sua tradicional família. Sentindo-se culpada por ter sido prostituta, ela resolveu fugir para Londres, voltando a prostituir-se. Roy procurou Kathy que lhe contou toda a verdade. Ele a reencontrou, novamente nas ruas, disposto a buscá-la. Maíra, que acabara de saber que estava grávida, fugiu desesperada pela Ponte de Waterloo quando foi atropelada, morrendo em seguida.

## Elenco
- Hélio Souto ... 	Roy
- Lisa Negri	 ... 	Myra
- Ana Rosa
- Marina Freire
- Dina Lisboa

## Referência
- FERNANDES, Ismael. Memória da Telenovela Brasileira. São Paulo: Contexto, 1982, pág. 136